# Gaylesville
Gaylesville è un comune degli Stati Uniti d'America situato nella contea di Cherokee dello Stato dell'Alabama.